# Cyclocephala freyi
Cyclocephala freyi är en skalbaggsart som beskrevs av S. Endrödi 1964. Cyclocephala freyi ingår i släktet Cyclocephala och familjen Dynastidae. Utöver nominatformen finns också underarten C. f. integra.